# Sven Allstrin

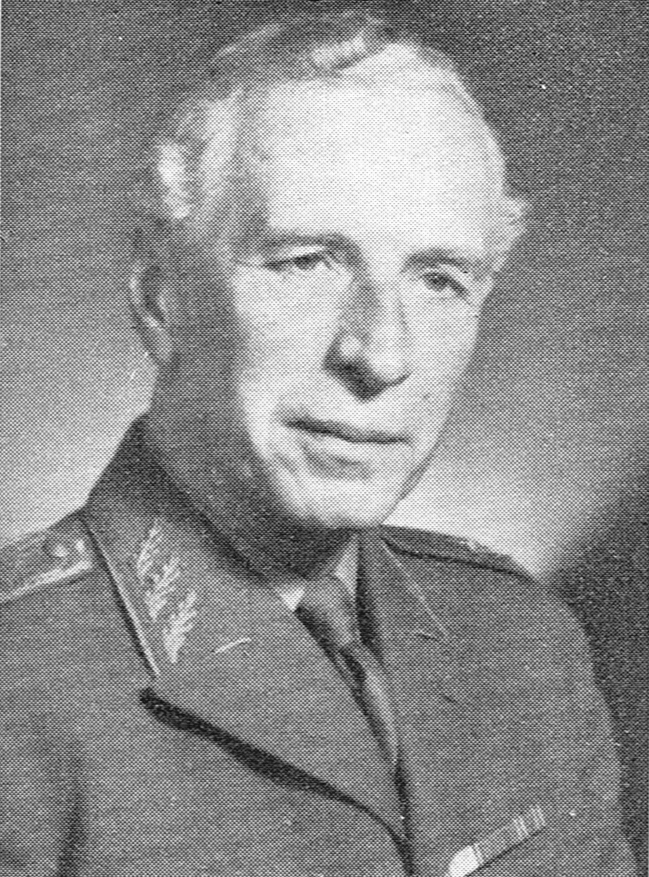
Sven Erik Allstrin

Sven Erik Allstrin, född 13 oktober 1891 i Hjo stadsförsamling, död 5 december 1963 i Kungsholms församling i Stockholm, var en svensk militär.

## Biografi
Allstin började sin bana som underlöjtnant vid Norrbottens regemente. Efter högskolestudier och aspiranttjänstgöring befordrades han 1928 till kapten vid Generalstaben och blev 1940 överste vid generalstabskåren. 1941 utnämndes han till chef för Kronobergs regemente. Därifrån förflyttades han 1946 för att tillträda befattningen som kommendant vid Bodens fästning. Redan året därpå utnämndes han till hemvärnschef, en befattning som 1948 ändrade benämning till rikshemvärnschef, en befattning han innehade till 1952. 1949 befordrades Allstrin till generalmajor. Efter sin pensionering arbetade Allstrin för Svenska arbetsgivareföreningen för att handlägga industrins försvarsfrågor och utarbetade en handbok för dessa. Han var även chef för Industrins Försvarsbyrå.